# Heerewaarden

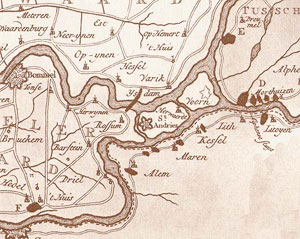
L'île de Heerewarden en 1600. La carte montre les forts Saint-André et De Voorne

Heerewaarden est un village situé dans la commune néerlandaise de Maasdriel, dans la province de Gueldre. Le 1er janvier 2009, le village comptait 1 460 habitants.
Heerewaarden est située entre les deux grands fleuves Meuse et Waal, sur une étroite bande de terre, et a été une île fluviale.
De part et d'autre du village se trouvent deux anciens forts militaires de la Guerre de Quatre-Vingts Ans : le Fort Saint-André et le Fort De Voorne (aussi nommé Fort Nassau). Le troisième fort, le Nouveau fort Saint-André date du début du XIXe siècle. Le canal de Saint-André sépare Heerewaarden du reste du Bommelerwaard.
Le 1er janvier 1999, la commune de Heerewaarden est rattachée à celle de Maasdriel.

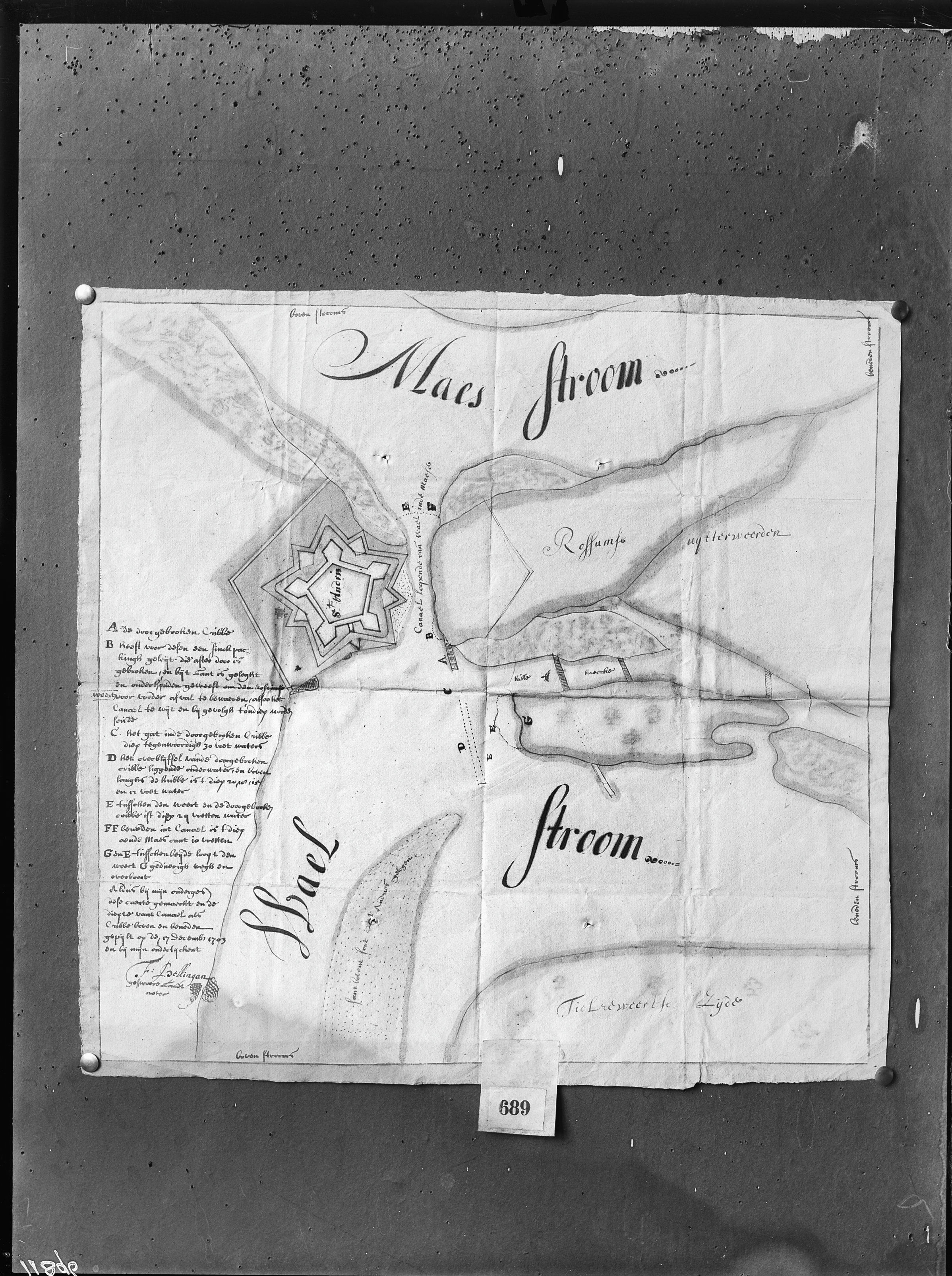
Description du Fort Saint-André au début du XVIIIe siècle protégeant le passage entre de la Meuse et la Waal (issue des Archives Nationales de La Haye)